# والریا بارونی
والریا بارونی (اسپانیایی: Valeria Baroni‎؛ زادهٔ ۶ اکتبر ۱۹۸۹) بازیگر اهل آرژانتین است.
از فیلم‌هایی که وی در آن‌ها نقش داشته‌است، می‌توان به ویولتا اشاره نمود.